# Mustafa Akıncı
Pour les articles homonymes, voir Akıncı.
Mustafa Akıncı, né le 28 décembre 1947, est un homme d'État nord-chypriote, président de la république turque de Chypre du Nord de 2015 à 2020.

## Biographie

### Président
Candidat à l'élection présidentielle de 2015, il talonne Derviş Eroğlu, président sortant, avec 26,94 % des voix contre 28,15 % pour le président sortant, au premier tour du 19 avril. Une semaine plus tard, il est largement élu au second tour avec 60,5 % des voix contre 39,5 % à son concurrent,.
Le 30 avril, il prête serment en tant que 4e président de Chypre du Nord, succédant à Derviş Eroğlu. En mai, les pourparlers sur la réunification avec le sud commencent.
Candidat à un second mandat, il termine en deuxième position lors du premier tour de l'élection présidentielle de 2020 le 11 octobre, avec 29,84 % des voix, devancé par Ersin Tatar qui recueille 32,35 % des voix.
Il raconte avoir subi de forte pressions venant du régime de Recep Tayyip Erdoğan pendant la campagne électorale : « Ils ont dit à mon secrétaire particulier qu’il vaudrait mieux pour moi, ma famille, mes amis proches et tout le monde que je retire ma candidature. Ils ont dit que tout était fait pour me vaincre aux élections et que même si je gagnais, je n’aurais pas été en mesure de rester au pouvoir. » Un rapport publié par des observateurs indépendants a également confirmé l'ingérence du gouvernement turc dans l’élection.